# 호드리게스 필리피 헤난
호드리게스 필리피 헤난(포르투갈어: Filipe Renan Rodrigues, 1998년 1월 23일)는 브라질의 축구 선수이다.